# 维尔考-哈斯劳
维尔考-哈斯劳（德語：Wilkau-Haßlau，發音：[ˈvɪlkaʊ ˈhaslaʊ] ⓘ）是德国萨克森州茨维考县的城市，面积12.65平方千米，2023年12月31日人口为9,461人。